# Верховье (Вытегорский район)
Верховье — деревня в Вытегорском районе Вологодской области.
Входит в состав Мегорского сельского поселения, с точки зрения административно-территориального деления — в Мегорский сельсовет.
Расположена на берегу реки Мегра. Расстояние по автодороге до районного центра Вытегры — 41 км, до центра муниципального образования села Мегра — 3 км. Ближайшие населённые пункты — Гора, Ларшина, Лема.
По переписи 2002 года население — 28 человек (17 мужчин, 11 женщин). Всё население — русские.